# Real Racing
Real Racing est un jeu de course de 2009 développé et publié par Firemint pour iOS. Il a été publié le 8 juin 2009 pour iPhone et iPod Touch, et plus tard une version HD a été publiée pour l'iPad, qui présentait des graphismes améliorés pour tirer pleinement parti des capacités de l'iPad. Le jeu a été un succès critique et commercial, et a conduit à deux suites; Real Racing 2 en 2010 et Real Racing 3 en 2013.

## Gameplay
Le joueur dispose de cinq méthodes de contrôle différentes parmi lesquelles choisir: la méthode A comprend la direction de l'accéléromètre (inclinant l'appareil physique vers la gauche pour tourner à gauche et vers la droite pour tourner à droite), l'accélération automatique et le frein manuel. La méthode B comprend la direction par accéléromètre, l'accélération manuelle et le frein manuel. La méthode C comprend le toucher pour diriger (où le joueur touche le côté gauche de l'écran tactile pour tourner à gauche et le côté droit pour tourner à droite), l'accélération automatique et le frein manuel. La méthode D comprend un volant virtuel à l'écran pour diriger, accélérer automatiquement et frein manuel. La méthode E comprend un volant virtuel pour diriger, une accélération manuelle et un frein manuel. Dans chacune de ces options, le joueur peut modifier la quantité d'assistance au freinage. Dans les méthodes A et B, la sensibilité de l'accéléromètre peut également être modifiée.
En mode carrière, le joueur commence avec une seule race disponible; un "Hatch qualifier", dans lequel ils doivent effectuer un seul tour en moins d'une minute quinze secondes pour se qualifier pour la course suivante. Lorsque chaque course est effacée, la prochaine course devient disponible. Le jeu est divisé en quatre sections, déterminées par le type de voiture; "Hatch", "Sedan", "Muscle" et "Exotic". Chaque section est divisée en trois niveaux de difficulté. La "Classe C" est la plus simple, suivie de la "Classe B", la "Classe A" étant la plus difficile. Les courses de carrière peuvent inclure jusqu'à cinq adversaires IA.
D'autres façons de jouer incluent une course rapide, des contre-la-montre ouverts (qui sont connectés à des classements en ligne à l'aide de la technologie Cloudcell de Firemint), des ligues multijoueurs locales et des essais en ligne. Un mode multijoueur en ligne à six joueurs est également disponible. 